# 황제내경
《황제내경》(중국어 간체자: 黄帝内经, 정체자: 黃帝內經)은 2000년 이상 동안 중의학의 근본적인 자료로 취급된 고대 중국의 의학서이다. 전설적인 황제와 그의 신하들이 문답하는 형식의 두 부분으로 구성되어 있다.
첫 번째 부분은 《소문》(素問)으로, 중의학과 그 진단법의 이론적 기초에 대해서 다룬다. 두 번째 부분은 《영추》(靈樞)로, 침술을 자세히 다룬다. 두 부분은 내경이나 황제내경으로 알려져 있으나 실질적으로 내경은 《소문》 부분만 일컫는다.
《명당》(明堂)과 《태소》(太素)라는 다른 두 가지 문헌이 황제내경이라는 접두어를 제목에 다는데, 두 가지 모두 부분적으로만 전한다.

## 개요
《황제내경》을 언급하는 가장 이른 문헌은 《한서》의 〈예문지〉로, 현재는 실전된 《황제외경》 다음에 언급된다. 학자이자 의사인 황보밀은 한서에 언급된 18권의 《황제내경》이 그의 시대에 유포되던 각각 9권의 두 개의 다른 책인 《소문》과 《침경》과 같다고 주장한 최초의 사람이다. 학자들은 《침경》이 《영추》의 이른 제목 중 하나라고 믿으므로, 한나라의 《황제내경》은 내용에서 오늘날 우리가 《소문》과 《영추》로 알고 있는 저작과 매우 비슷한 두 개의 다른 문헌으로 이뤄져 있었다는 것에 동의한다.
《황제내경》은 중의학에서 가장 중요한 고대 문헌일 뿐만아니라 도교적 이론과 생활에 대한 중요한 서적이기도 하다. 이 문헌은 황제와 지백(岐伯), 소유(少俞) 등의 신하나 의사의 대화로 구성되어 있다. 이러한 장치를 사용한 이유 중 하나는 익명의 저자가 비난을 받거나 저자로 표시되는 것을 피하기 위해서였다.
《내경》은 병이 귀신에 의해 야기된다는 오래된 무속적 믿음에서 벗어난다. 대신 식이 요법, 생활 습관, 감정, 환경이 병이 나는 원인이라고 하였다. 내경에 의하면 우주는 음양, 기, 오행 등 여러 가지 힘과 원리로 구성되어 있다. 이러한 힘은 이성적인 수단을 통하여 이해될 수 있으며, 인간은 이러한 자연적 힘의 법칙을 이해함으로써 균형에서 머무르거나 균형과 건강으로 돌아갈 수 있다. 인간은 더 큰 우주를 반영하는 소우주이다. 우주의 일부인 음양오행의 원리는 인간이란 소우주에도 똑같이 적용된다.

## 같이 보기
- 난경
- 편작

## 참고 문헌
- Sivin, Nathan (1993). "Huang ti nei ching 黃帝內經." In Early Chinese Texts: A Bibliographical Guide, ed. by Michael Loewe. Berkeley and Los Angeles: University of California Press: 196-215.